# Aire urbaine de La Rochelle
L'aire urbaine de La Rochelle est une aire urbaine française centrée sur la ville de La Rochelle, ville principale de la Charente-Maritime. Elle s'étend sur tout le nord-ouest du département de la Charente-Maritime et déborde sur le sud du département voisin de la Vendée.

## Zonage de l'aire urbaine de La Rochelle en 2010 et population en 2008
Selon le dernier zonage effectué par les services de l'INSEE en 2010, l'aire urbaine de La Rochelle se situe au 47e rang national et compte 200 296 habitants en 2008 - population municipale - s'étendant sur 63 communes dont une partie dans le département de la Vendée.
Au recensement de 2010, elle demeure la deuxième aire urbaine de la région Poitou-Charentes avec 204 418 habitants, se situant après celle de Poitiers (252 381 habitants). Selon l'INSEE, l'aire urbaine de La Rochelle fait partie des grandes aires urbaines de la France c'est-à-dire ayant plus de 10 000 emplois.
10 communes de l'aire urbaine de La Rochelle appartiennent au pôle urbain correspondant à l'unité urbaine de La Rochelle tandis que les 53 autres communes appartiennent à la couronne d'un grand pôle selon la nouvelle terminologie de l'INSEE.
Le tableau ci-dessous donne les chiffres du recensement de 2008 et détaille la répartition de l'aire urbaine sur le département (les pourcentages s'entendent en proportion du département) :
| Département       | Communes | Communes (%) | Superficie (km2) | Superficie (%) | Population (2008) | Population (%) |
| ----------------- | -------- | ------------ | ---------------- | -------------- | ----------------- | -------------- |
| Charente-Maritime | 61       | 12,9         | 968              | 15,2           | 198 245           | 32,4           |

Par rapport à l'ancienne délimitation de 1999, l'aire urbaine de La Rochelle gagne 12 nouvelles communes dont deux sont situées dans le département limitrophe de la Vendée (L'Île-d'Elle et Puyravault).
En 2008, près d'un tiers de la population de la Charente-Maritime réside dans l'aire urbaine de La Rochelle.
Composition de l'aire urbaine de La Rochelle selon le nouveau zonage de 2010 et population en 2008 (population municipale)
| Commune                                     | Superficie   | Population 2008 | Densité de population 2008 | Population 2013 | Catégorie dans l'aire urbaine                     |
| ------------------------------------------- | ------------ | --------------- | -------------------------- | --------------- | ------------------------------------------------- |
| La Rochelle                                 | 28,43 km2    | 75 822 hab.     | 2 964 hab/km2              | 74 344 hab.     | commune appartenant au pôle urbain                |
| Angoulins                                   | 7,86 km2     | 3 708 hab.      | 472 hab/km2                | 3 795 hab.      | commune appartenant au pôle urbain                |
| Aytré                                       | 12,22 km2    | 8 820 hab.      | 722 hab/km2                | 8 844 hab.      | commune appartenant au pôle urbain                |
| Châtelaillon-Plage                          | 6,59 km2     | 6 049 hab.      | 918 hab/km2                | 5 927 hab.      | commune appartenant au pôle urbain                |
| Dompierre-sur-Mer                           | 18,35 km2    | 5 280 hab.      | 288 hab/km2                | 5 346 hab.      | commune appartenant au pôle urbain                |
| Lagord                                      | 8,04 km2     | 7 240 hab.      | 900 hab/km2                | 7 256 hab.      | commune appartenant au pôle urbain                |
| Nieul-sur-Mer                               | 10,96 km2    | 5 620 hab.      | 513 hab/km2                | 5 746 hab.      | commune appartenant au pôle urbain                |
| Périgny                                     | 10,78 km2    | 6 794 hab.      | 630 hab/km2                | 7 811 hab.      | commune appartenant au pôle urbain                |
| Puilboreau                                  | 7,88 km2     | 5 212 hab.      | 661 hab/km2                | 5 781 hab.      | commune appartenant au pôle urbain                |
| Salles-sur-Mer                              | 14,03 km2    | 1 968 hab.      | 140 hab/km2                | 2 052 hab.      | commune appartenant au pôle urbain                |
| Pôle urbain ou unité urbaine de La Rochelle | 125,14 km2   | 126 513 hab.    | 1 011 hab/km2              | 126 902 hab.    | 10 communes                                       |
| Aigrefeuille-d'Aunis                        | 16,76 km2    | 3 631 hab.      | 217 hab/km2                | 3 733 hab.      | commune appartenant à la couronne d'un grand pôle |
| Anais                                       | 9,44 km2     | 299 hab.        | 32 hab/km2                 | 326 hab.        | commune appartenant à la couronne d'un grand pôle |
| Andilly                                     | 28,63 km2    | 1 935 hab.      | 68 hab/km2                 | 2 081 hab.      | commune appartenant à la couronne d'un grand pôle |
| Angliers                                    | 10,74 km2    | 784 hab.        | 73 hab/km2                 | 888 hab.        | commune appartenant à la couronne d'un grand pôle |
| Ardillières                                 | 15,70 km2    | 778 hab.        | 50 hab/km2                 | 824 hab.        | commune appartenant à la couronne d'un grand pôle |
| Ballon                                      | 12,18 km2    | 678 hab.        | 56 hab/km2                 | 775 hab.        | commune appartenant à la couronne d'un grand pôle |
| Benon                                       | 46,62 km2    | 723 hab.        | 16 hab/km2                 | 1 467 hab.      | commune appartenant à la couronne d'un grand pôle |
| Bouhet                                      | 15,20 km2    | 725 hab.        | 48 hab/km2                 | 848 hab.        | commune appartenant à la couronne d'un grand pôle |
| Bourgneuf                                   | 2,68 km2     | 1 063 hab.      | 397 hab/km2                | 1 088 hab.      | commune appartenant à la couronne d'un grand pôle |
| Chambon                                     | 18,33 km2    | 870 hab.        | 47 hab/km2                 | 882 hab.        | commune appartenant à la couronne d'un grand pôle |
| Charron                                     | 37,54 km2    | 2 259 hab.      | 60 hab/km2                 | 1 924 hab.      | commune appartenant à la couronne d'un grand pôle |
| Ciré-d'Aunis                                | 25,76 km2    | 1 174 hab.      | 46 hab/km2                 | 1 247 hab.      | commune appartenant à la couronne d'un grand pôle |
| Clavette                                    | 6,29 km2     | 955 hab.        | 152 hab/km2                | 1 306 hab.      | commune appartenant à la couronne d'un grand pôle |
| Courçon                                     | 19,11 km2    | 1 630 hab.      | 85 hab/km2                 | 1 730 hab.      | commune appartenant à la couronne d'un grand pôle |
| Cramchaban                                  | 16,26 km2    | 582 hab.        | 36 hab/km2                 | 639 hab.        | commune appartenant à la couronne d'un grand pôle |
| Croix-Chapeau                               | 4,83 km2     | 1 130 hab.      | 234 hab/km2                | 1 228 hab.      | commune appartenant à la couronne d'un grand pôle |
| Esnandes                                    | 7,45 km2     | 2 016 hab.      | 271 hab/km2                | 2 083 hab.      | commune appartenant à la couronne d'un grand pôle |
| Ferrières                                   | 7,59 km2     | 732 hab.        | 96 hab/km2                 | 806 hab.        | commune appartenant à la couronne d'un grand pôle |
| Forges                                      | 13,58 km2    | 1 147 hab.      | 82 hab/km2                 | 1 237 hab.      | commune appartenant à la couronne d'un grand pôle |
| La Grève-sur-Mignon                         | 11,48 km2    | 443 hab.        | 39 hab/km2                 | 526 hab.        | commune appartenant à la couronne d'un grand pôle |
| Le Gué-d'Alleré                             | 7,55 km2     | 663 hab.        | 88 hab/km2                 | 785 hab.        | commune appartenant à la couronne d'un grand pôle |
| L'Houmeau                                   | 4,22 km2     | 2 076 hab.      | 492 hab/km2                | 2 782 hab.      | commune appartenant à la couronne d'un grand pôle |
| L'Île-d'Elle                                | 19,09 km2    | 1 403 hab.      | 73 hab/km2                 | 1 504 hab.      | commune appartenant à la couronne d'un grand pôle |
| La Jarne                                    | 8,42 km2     | 2 279 hab.      | 271 hab/km2                | 2 439 hab.      | commune appartenant à la couronne d'un grand pôle |
| La Jarrie                                   | 9,45 km2     | 2 780 hab.      | 294 hab/km2                | 3 013 hab.      | commune appartenant à la couronne d'un grand pôle |
| La Laigne                                   | 4,26 km2     | 283 hab.        | 66 hab/km2                 | 462 hab.        | commune appartenant à la couronne d'un grand pôle |
| Landrais                                    | 15,40 km2    | 662 hab.        | 43 hab/km2                 | 776 hab.        | commune appartenant à la couronne d'un grand pôle |
| Longèves                                    | 12,63 km2    | 733 hab.        | 58 hab/km2                 | 883 hab.        | commune appartenant à la couronne d'un grand pôle |
| Marans                                      | 82,49 km2    | 4 634 hab.      | 56 hab/km2                 | 4 630 hab.      | commune appartenant à la couronne d'un grand pôle |
| Marsilly                                    | 11,91 km2    | 2 504 hab.      | 210 hab/km2                | 2 844 hab.      | commune appartenant à la couronne d'un grand pôle |
| Montroy                                     | 3,99 km2     | 654 hab.        | 164 hab/km2                | 683 hab.        | commune appartenant à la couronne d'un grand pôle |
| Nuaillé-d'Aunis                             | 16,47 km2    | 1 002 hab.      | 61 hab/km2                 | 1 208 hab.      | commune appartenant à la couronne d'un grand pôle |
| Puyravault                                  | 13,68 km2    | 567 hab.        | 41 hab/km2                 | 642 hab.        | commune appartenant à la couronne d'un grand pôle |
| Puyravault                                  | 17,07 km2    | 648 hab.        | 38 hab/km2                 | 686 hab.        | commune appartenant à la couronne d'un grand pôle |
| La Ronde                                    | 20,79 km2    | 941 hab.        | 45 hab/km2                 | 1 090 hab.      | commune appartenant à la couronne d'un grand pôle |
| Saint-Christophe                            | 13,64 km2    | 1 163 hab.      | 85 hab/km2                 | 1 275 hab.      | commune appartenant à la couronne d'un grand pôle |
| Saint-Cyr-du-Doret                          | 17,08 km2    | 566 hab.        | 33 hab/km2                 | 597 hab.        | commune appartenant à la couronne d'un grand pôle |
| Saint-Jean-de-Liversay                      | 41,42 km2    | 2 295 hab.      | 55 hab/km2                 | 2 642 hab.      | commune appartenant à la couronne d'un grand pôle |
| Saint-Médard-d'Aunis                        | 22,53 km2    | 1 667 hab.      | 74 hab/km2                 | 2 038 hab.      | commune appartenant à la couronne d'un grand pôle |
| Saint-Ouen-d'Aunis                          | 8,82 km2     | 1 200 hab.      | 136 hab/km2                | 1 412 hab.      | commune appartenant à la couronne d'un grand pôle |
| Saint-Rogatien                              | 5,19 km2     | 1 841 hab.      | 355 hab/km2                | 2 037 hab.      | commune appartenant à la couronne d'un grand pôle |
| Saint-Sauveur-d'Aunis                       | 19,66 km2    | 1 453 hab.      | 74 hab/km2                 | 1 654 hab.      | commune appartenant à la couronne d'un grand pôle |
| Saint-Vivien                                | 8,27 km2     | 952 hab.        | 115 hab/km2                | 1 173 hab.      | commune appartenant à la couronne d'un grand pôle |
| Saint-Xandre                                | 13,29 km2    | 4 567 hab.      | 344 hab/km2                | 4 330 hab.      | commune appartenant à la couronne d'un grand pôle |
| Sainte-Soulle                               | 21,82 km2    | 3 471 hab.      | 159 hab/km2                | 3 906 hab.      | commune appartenant à la couronne d'un grand pôle |
| Taugon                                      | 15,70 km2    | 744 hab.        | 47 hab/km2                 | 814 hab.        | commune appartenant à la couronne d'un grand pôle |
| Thairé                                      | 18,74 km2    | 1 440 hab.      | 77 hab/km2                 | 1 580 hab.      | commune appartenant à la couronne d'un grand pôle |
| Le Thou                                     | 19,00 km2    | 1 439 hab.      | 76 hab/km2                 | 1 873 hab.      | commune appartenant à la couronne d'un grand pôle |
| Vérines                                     | 13,35 km2    | 1 784 hab.      | 134 hab/km2                | 2 161 hab.      | commune appartenant à la couronne d'un grand pôle |
| Villedoux                                   | 15,84 km2    | 1 137 hab.      | 72 hab/km2                 | 2 125 hab.      | commune appartenant à la couronne d'un grand pôle |
| Virson                                      | 9,92 km2     | 676 hab.        | 68 hab/km2                 | 746 hab.        | commune appartenant à la couronne d'un grand pôle |
| Vouhé                                       | 16,06 km2    | 582 hab.        | 36 hab/km2                 | 659 hab.        | commune appartenant à la couronne d'un grand pôle |
| Yves                                        | 25,75 km2    | 1 412 hab.      | 55 hab/km2                 | 1 464 hab.      | commune appartenant à la couronne d'un grand pôle |
| Couronne du grand pôle                      | 879,02 km2   | 73 783 hab.     | 84 hab/km2                 | 82 551 hab.     | 53 communes                                       |
| Aire urbaine                                | 1 004,16 km2 | 200 296 hab.    | 199 hab/km2                | 209 453 hab.    | 63 communes                                       |

## Zonage de l'aire urbaine de La Rochelle en 1999
D'après la définition qu'en donne l'INSEE, l'aire urbaine de La Rochelle est composée de 51 communes, situées dans la Charente-Maritime. Ses 171 214 habitants faisaient d'elle la 48e aire urbaine de France en 1999. Elle comptait 186 271 habitants en 2007 à périmètre constant c'est-à-dire selon le zonage de 1999.
Elle fait partie de l'espace urbain La Rochelle-Niort-Val de Charente.
8 communes de l'aire urbaine sont des pôles urbains ; ces dernières constituant l'unité urbaine de La Rochelle dans sa délimitation de 1999.
Le tableau suivant détaille la répartition de l'aire urbaine sur le département (les pourcentages s'entendent en proportion du département) :
| Département       | Communes | Communes (%) | Superficie (km2) | Superficie (%) | Population (1999) | Population (%) |
| ----------------- | -------- | ------------ | ---------------- | -------------- | ----------------- | -------------- |
| Charente-Maritime | 51       | 10,8         | 751,74           | 11,0           | 171 214           | 30,7           |

Liste des communes composant l'aire urbaine de La Rochelle selon le zonage de 1999.
| Code INSEE | Commune                | Type                  | Département       | Superficie (km2) | Population (1999) | Densité (hab./km2) |
| ---------- | ---------------------- | --------------------- | ----------------- | ---------------- | ----------------- | ------------------ |
| 17003      | Aigrefeuille-d'Aunis   | Commune monopolarisée | Charente-Maritime | +0016,76         | +0 0003 151,      | +00188,01          |
| 17007      | Anais                  | Commune monopolarisée | Charente-Maritime | +0009,44         | +00 000210,       | +00022,25          |
| 17008      | Andilly                | Commune monopolarisée | Charente-Maritime | +0028,63         | +0 0001 478,      | +00051,62          |
| 17009      | Angliers               | Commune monopolarisée | Charente-Maritime | +0010,74         | +00 000364,       | +00033,89          |
| 17010      | Angoulins              | Pôle urbain           | Charente-Maritime | +0007,86         | +0 0003 501,      | +00445,42          |
| 17018      | Ardillières            | Commune monopolarisée | Charente-Maritime | +0015,7          | +00 000555,       | +00035,35          |
| 17028      | Aytré                  | Pôle urbain           | Charente-Maritime | +0012,22         | +0 0007 725,      | +00632,16          |
| 17032      | Ballon                 | Commune monopolarisée | Charente-Maritime | +0012,18         | +00 000526,       | +00043,19          |
| 17041      | Benon                  | Commune monopolarisée | Charente-Maritime | +0046,62         | +00 000514,       | +00011,03          |
| 17057      | Bouhet                 | Commune monopolarisée | Charente-Maritime | +0015,2          | +00 000410,       | +00026,97          |
| 17059      | Bourgneuf              | Commune monopolarisée | Charente-Maritime | +0002,68         | +0 0001 041,      | +00388,43          |
| 17080      | Chambon                | Commune monopolarisée | Charente-Maritime | +0018,33         | +00 000739,       | +00040,32          |
| 17091      | Charron                | Commune monopolarisée | Charente-Maritime | +0037,54         | +0 0001 650,      | +00043,95          |
| 17094      | Châtelaillon-Plage     | Pôle urbain           | Charente-Maritime | +0006,59         | +0 0005 625,      | +00853,57          |
| 17107      | Ciré-d'Aunis           | Commune monopolarisée | Charente-Maritime | +0025,76         | +00 000804,       | +00031,21          |
| 17109      | Clavette               | Commune monopolarisée | Charente-Maritime | +0006,29         | +00 000711,       | +00113,04          |
| 17136      | Croix-Chapeau          | Commune monopolarisée | Charente-Maritime | +0004,83         | +00 000890,       | +00184,27          |
| 17142      | Dompierre-sur-Mer      | Commune monopolarisée | Charente-Maritime | +0018,35         | +0 0004 305,      | +00234,6           |
| 17153      | Esnandes               | Commune monopolarisée | Charente-Maritime | +0007,45         | +0 0001 836,      | +00246,44          |
| 17158      | Ferrières              | Commune monopolarisée | Charente-Maritime | +0007,59         | +00 000362,       | +00047,69          |
| 17166      | Forges                 | Commune monopolarisée | Charente-Maritime | +0013,58         | +00 000903,       | +00066,49          |
| 17186      | Le Gué-d'Alleré        | Commune monopolarisée | Charente-Maritime | +0007,55         | +00 000514,       | +00068,08          |
| 17190      | L'Houmeau              | Commune monopolarisée | Charente-Maritime | +0004,22         | +0 0002 279,      | +00540,05          |
| 17193      | La Jarne               | Commune monopolarisée | Charente-Maritime | +0008,42         | +0 0002 054,      | +00243,94          |
| 17194      | La Jarrie              | Commune monopolarisée | Charente-Maritime | +0009,45         | +0 0002 653,      | +00280,74          |
| 17200      | Lagord                 | Pôle urbain           | Charente-Maritime | +0008,04         | +0 0006 456,      | +00802,99          |
| 17203      | Landrais               | Commune monopolarisée | Charente-Maritime | +0015,4          | +00 000526,       | +00034,16          |
| 17208      | Longèves               | Commune monopolarisée | Charente-Maritime | +0012,63         | +00 000515,       | +00040,78          |
| 17222      | Marsilly               | Commune monopolarisée | Charente-Maritime | +0011,91         | +0 0002 203,      | +00184,97          |
| 17245      | Montroy                | Commune monopolarisée | Charente-Maritime | +0003,99         | +00 000538,       | +00134,84          |
| 17264      | Nieul-sur-Mer          | Pôle urbain           | Charente-Maritime | +0010,96         | +0 0005 641,      | +00514,69          |
| 17267      | Nuaillé-d'Aunis        | Commune monopolarisée | Charente-Maritime | +0016,47         | +00 000632,       | +00038,37          |
| 17274      | Périgny                | Pôle urbain           | Charente-Maritime | +0010,78         | +0 0006 003,      | +00556,86          |
| 17291      | Puilboreau             | Pôle urbain           | Charente-Maritime | +0007,88         | +0 0004 622,      | +00586,55          |
| 17300      | La Rochelle            | Pôle urbain           | Charente-Maritime | +0028,43         | +00076 584,       | +02 693,77         |
| 17315      | Saint-Christophe       | Commune monopolarisée | Charente-Maritime | +0013,64         | +00 000916,       | +00067,16          |
| 17349      | Saint-Jean-de-Liversay | Commune monopolarisée | Charente-Maritime | +0041,42         | +0 0001 697,      | +00040,97          |
| 17373      | Saint-Médard-d'Aunis   | Commune monopolarisée | Charente-Maritime | +0022,53         | +0 0001 253,      | +00055,61          |
| 17376      | Saint-Ouen-d'Aunis     | Commune monopolarisée | Charente-Maritime | +0008,82         | +00 000692,       | +00078,46          |
| 17391      | Saint-Rogatien         | Commune monopolarisée | Charente-Maritime | +0005,19         | +0 0001 805,      | +00347,78          |
| 17396      | Saint-Sauveur-d'Aunis  | Commune monopolarisée | Charente-Maritime | +0019,66         | +0 0001 069,      | +00054,37          |
| 17407      | Sainte-Soulle          | Commune monopolarisée | Charente-Maritime | +0021,82         | +0 0002 653,      | +00121,59          |
| 17413      | Saint-Vivien           | Commune monopolarisée | Charente-Maritime | +0008,27         | +00 000851,       | +00102,9           |
| 17414      | Saint-Xandre           | Commune monopolarisée | Charente-Maritime | +0013,29         | +0 0004 121,      | +00310,08          |
| 17420      | Salles-sur-Mer         | Commune monopolarisée | Charente-Maritime | +0014,03         | +0 0001 611,      | +00114,83          |
| 17443      | Thairé                 | Commune monopolarisée | Charente-Maritime | +0018,74         | +0 0001 053,      | +00056,19          |
| 17447      | Le Thou                | Commune monopolarisée | Charente-Maritime | +0019,           | +0 0001 170,      | +00061,58          |
| 17466      | Vérines                | Commune monopolarisée | Charente-Maritime | +0013,35         | +0 0001 377,      | +00103,15          |
| 17472      | Villedoux              | Commune monopolarisée | Charente-Maritime | +0015,84         | +00 000934,       | +00058,96          |
| 17480      | Virson                 | Commune monopolarisée | Charente-Maritime | +0009,92         | +00 000435,       | +00043,85          |
| 17483      | Yves                   | Commune monopolarisée | Charente-Maritime | +0025,75         | +0 0001 057,      | +00041,05          |
|            | Total                  |                       |                   | +0751,74         | +00171 214,       | +00227,76          |